# Tedaniidae
Los tedánidos (Tedaniidae) son una familia de esponjas marinas del orden Poecilosclerida. El género Tedania es el que más se extiende alrededor del mundo, especialmente en América del Sur y en sus océanos, en América del Norte, el Mar Caribe y cerca de las costas occidentales de Europa.

## Géneros
- Hemitedania Hallmann, 1914
- Strongylamma Hallmann, 1917
- Tedania Gray, 1867